# Varvara Hasselbalch
Sonia Varvara Hasselbalch, baronesse Heyd, født Hasselbalch (16. april 1920 i København – 3. april 2008 samme sted) var en dansk fotograf og forfatter.
Hasselbalch var datter af fabrikant Erik Hasselbalch og Louise født baronesse von Plessen og dermed oldebarn af den russiske fyrstinde Gagarina og den danske diplomat i Sankt Petersborg, Otto von Plessen. Hendes mor var konkurrencerytter. Hun voksede op i det enorme Plessenske Palæ (nu Domus Medica) i Kristianiagade 12 i København.
Hun blev udlært fotografmester hos d'Ora i Paris og Uggla i Stockholm. I 1943 åbnede hun fotoatelieret Varvara Foto i København med filial i London.
Under Anden verdenskrig var hun ambulancefører og senere lastbilchauffør for Fransk Røde Kors. Hun smuglede også fanger og breve ud af tyskernes lejre. Hun skrev Menig 5272 om sine oplevelser hos Røde Kors. Bogen blev beslaglagt af Gestapo, men solgt illegalt som Varvaras kogebog. Hun arbejdede også for den danske modstandsbevægelse. Hun blev i 2002 hædret med den franske æresorden Æreslegionen. Efter krigen lavede hun fotoreportager i det meste af verden og udstillede både i udlandet og i Danmark.
I den brede offentlighed blev Varvara Hasselbalch kendt for sin medvirken i tv-portrættet om veninden Erna Hamilton, Grevinden på tredje, der blev sendt på DR. Senere blev der lavet et tv-portræt Varvara – uden mors velsignelse af Per Wennick.
Hun var gift tre gange og fik en søn.
Hun boede til sin død på Grønningen (København) med udsigt til Kastellet og ligger begravet på Garnisons Kirkegård.